# Alvorada (Rio Grande do Sul)
Alvorada é um município brasileiro do estado do Rio Grande do Sul. Fundado em 17 de setembro de 1965, pertence à Região Metropolitana de Porto Alegre.

## História
O município, antes 3° Distrito de Viamão, emancipou-se no dia 17 de setembro de 1965, conforme a lei estadual nº 5.026, e teve como interventor do município durante o período de intervenção o capitão (mais tarde coronel) Antonino Antonio Alves. Com a mudança, foi decidido que se iria mudar o nome da localidade. Não há certeza sobre a origem da escolha Alvorada, mas algumas opções existem. Uma diz que a preocupação era adotar um nome com a letra "a" pois o repasse de recursos do governo do Estado obedecia a ordem alfabética. Outros nomes foram sugeridos segundo essa ideia, como "Boas-vindas" e "Boa-vinda", mas Alvorada teria sido aceita por representar o amanhecer de um novo tempo para os moradores do local. Outras possibilidades são a homenagem ao Palácio da Alvorada, que havia sido inaugurado poucos anos antes, e o fato dos trabalhadores acordarem nas primeiras horas da manhã para trabalhar em Porto Alegre.

## Geografia
Alvorada fica localizada na Região Metropolitana de Porto Alegre e faz limite com os municípios de Porto Alegre, Viamão, Gravataí e Cachoeirinha. Dista 21 quilômetros da capital do estado, Porto Alegre.
Possui área total de 72,9 km² e área urbana legal de 52 km², sendo um dos menores municípios do estado.
O limite natural de Alvorada e Porto Alegre é o Arroio Feijó, um afluente do Rio Gravataí.

### Subdivisões
Alvorada é dividida em dois distritos: Sede e Estância Grande. O distrito da Sede é dividido nos 25 seguintes bairros:[carece de fontes?]
| - Água Viva - Americana - Aparecida - Bela Vista - Campos Verdes - Cedro - Centro - Formosa - Intersul - Jardim Algarve |  | - Jardim Esplanada - Maria Regina - Maringá - Nova Americana - Nova Alvorada - Passo da Figueira - Passo do Feijó - Piratini - Primavera - Salomé |  | - São Lourenço - Stella Maris - Sumaré - Tijuca - Terra Nova - Umbu |

## Demografia
População residente: 195.673 hab.

Homens:	95.080 homens

Mulheres: 100.593 mulheres

Densidade demográfica: 2.743,94 hab/km²

Mortalidade infantil: 9,8 por mil (até 1 ano)

Fecundidade: 2,2 filhos por mulher

Índice de Desenvolvimento Humano (IDH-M): 0,699 - Médio

IDH-M Educação: 0,564

IDH-M Longevidade: 0,874

IDH-M Renda: 0,694

Fonte: Atlas Brasil/PNUD 

PIB: R$ 1.697.860 mil

PIB Per Capita: R$ 10.637

### Religião
O catolicismo é muito forte em Alvorada, e ocorrem diversas festas em homenagem a santos, como São Cristóvão , São José Operário  e Nossa Senhora Aparecida .
| Religião                  | Porcentagem | Número  |
| Católicos                 | 62,2%       | 121.728 |
| Pentecostais              | 11,1%       | 21.858  |
| Umbanda e Candomblé       | 4,1%        | 7.983   |
| Espíritas                 | 2,5%        | 4.823   |
| Adventistas do Sétimo Dia | 1,3%        | 2.534   |
| Testemunhas de Jeová      | 0,7%        | 1.365   |
| Luteranos                 | 0,7%        | 1.362   |
| Mórmons                   | 0,2%        | 320     |
| Judeus                    | 0,04%       | 83      |
| Budistas                  | 0,01%       | 24      |
| Ateus e Agnósticos        | 8,8%        | 17.343  |

Fonte: IBGE 2010 

## Política
O atual prefeito de Alvorada é Douglas Martello (PL), eleito em 2024 com 32,83% dos votos, e o vice-prefeito é Valmor Freitas.
A cidade possui 17 vereadores. Atualmente, as bancadas na câmara estão distribuídas da seguinte forma: cinco cadeiras do Partido do Movimento Democrático Brasileiro (PMDB), três do Partido dos Trabalhadores (PT), três do Partido Trabalhista Brasileiro (PTB), três do Partido Democrático Trabalhista (PDT), uma do Democratas (DEM), uma do Partido Progressista (PP) e uma do Partido Socialista Brasileiro (PSB). Cabe à casa elaborar e votar leis fundamentais à administração e ao executivo, especialmente o orçamento municipal (conhecido como Lei de Diretrizes Orçamentárias).

## Economia
O crescimento do município deu-se à beira da Avenida Presidente Getúlio Vargas, principal via que atravessa o centro da cidade.
A economia é baseada principalmente no comércio e no setor de serviços, além da maioria da população trabalhar no município de Porto Alegre, fazendo com que a cidade seja conhecida também como cidade-dormitório. Porém, o município também tem o seu distrito industrial, situado as margens da rodovia RS-118. Atualmente, tem o menor PIB per capita do Rio Grande do Sul: R$ 10.637.

## Infraestrutura

### Educação
Na área de ensino existem 46 estabelecimentos de ensino pré-escolar (públicos e privados), 45 de ensino fundamental (públicos e privados), 11 de ensino médio (públicos e privados) e quatro de ensino superior (públicos e privados).

### Saúde
O município possui um hospital público, o Hospital de Alvorada, que pertence ao Governo do Estado e é administrado pela Fundação Universitária de Cardiologia. Está situado no Bairro Três Figueiras e tem capacidade de 100 leitos, sendo considerado um hospital de médio porte. Possui mais 34 estabelecimentos de saúde (entre públicos e privados).

### Transportes
O município é separado de Porto Alegre pelo Arroio Feijó. Esse arroio sempre foi de extrema importância para Alvorada. Era através dele que os moradores mais antigos da cidade retiravam a água para o consumo.
Na infraestrutura rodoviária, pouco foi feito nos últimos 8 anos, a avenida principal, Av. Presidente Getúlio Vargas  recebeu recapeamento asfáltico pela última vez em 2008. Devido ao fluxo de caminhões que cruzam a cidade para escapar da praça de pedágio de Gravataí, cidade vizinha, o problema tem se agravado, estando o asfalto no fim da vida útil.

### Comunicações
Em 2019, 96,89% da população tinham somente telefone celular, 21,53% apenas fixo e 39,33% possuíam ambos, enquanto que 1,25% não tinham nenhum. O código de área (DDD) é 051 e o Código de Endereçamento Postal (CEP) da cidade vai de 94800-001 a 94889-999. O serviço postal é atendido por agências da Empresa Brasileira de Correios e Telégrafos funcionando na zona urbana e nos distritos.

### Segurança e criminalidade
Como na maioria dos municípios médios e grandes brasileiros, a criminalidade é um problema em Alvorada, porém de acordo com o atual Fórum Brasileiro de Segurança Pública (2022), Alvorada saiu da lista das 30 cidades mais violentos do país. 

## Cultura
Alvorada apresenta grande atividade na área do cinema. Desde 2008, a produtora Alvoroço Filmes produz cinema em Alvorada, mesclando atores consagrados com a comunidade local. Destaque para o filme Eu odeio o Orkut com Luana Piovani, O maníaco do Facebook com Werner Schunemann e Algo de errado não está certo com Nelson Freitas. Todas as produções estão disponíveis em plataformas de streaming como Amazon Prime, Looke e Apple TV.

## Filhos ilustres
- Biografias de alvoradenses notórios

## Símbolos

### Brasão

Brasão de Alvorada

O brasão de Alvorada é um dos símbolos de Alvorada, Rio Grande do Sul. Foi instituído pela Lei Municipal nº 208/1977.

### Bandeira

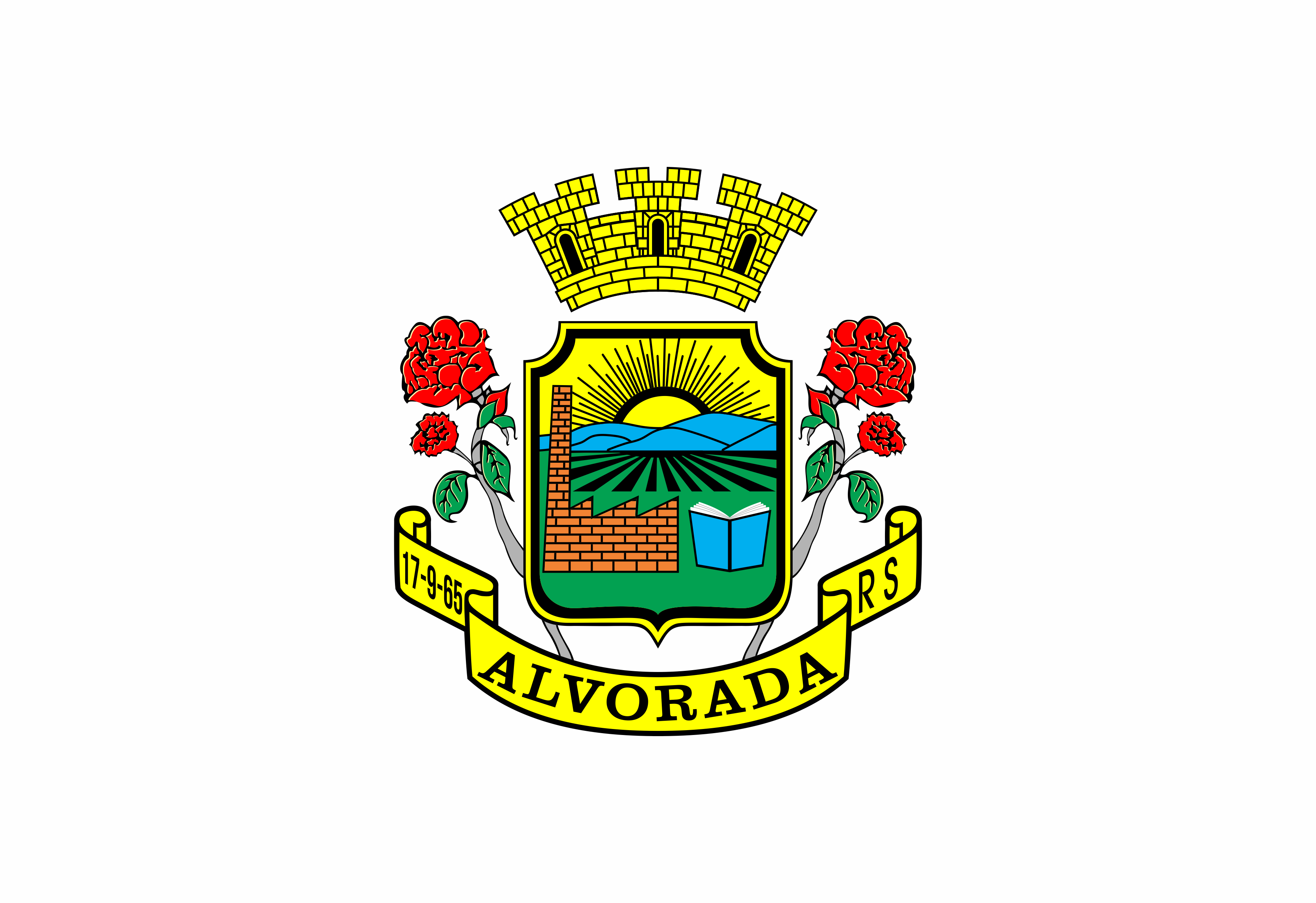
Bandeira de Alvorada

A bandeira de Alvorada é um símbolo de Alvorada, município do estado do Rio Grande do Sul, Brasil. É composta por um fundo branco, em menção à paz, sobre o qual é visto o Brasão de Alvorada, ao centro.